# Protein O-GlcNAc transferaza
Protein O- transferaza (EC 2.4.1.255, O-GlcNAc transferaza, OGTase, O-vezana N-acetilglukozaminiltransferaza, uridin difosfo-N-acetilglukozamin:polipeptid beta-N-acetilglukozaminiltransferaza, protein O-vezani beta-N-acetilglukozamin transferaza) je enzim sa sistematskim imenom UDP-N-acetil--glukozamin:protein-O-beta-N-acetil--glukozaminil transferaza. Ovaj enzim katalizuje sledeću hemijsku reakciju
(1) UDP-N-acetil--glukozamin + [protein]-L-serin {\displaystyle \rightleftharpoons } UDP + [protein]-3-O-(-acetil--glukozaminil)-L-serin
(2) UDP-N-acetil--glukozamin + [protein]--treonin {\displaystyle \rightleftharpoons } UDP + [protein]-3-O-(-acetil--glukozaminil)-L-treonin
Kod viših eukariota posttranslaciona modifikacija proteinskih serina/treonina N-acetilglukozaminom (O-GlcNAc) je dinamička, induktivna i obilna.

## Literatura
- Nicholas C. Price; Lewis Stevens (1999). Fundamentals of Enzymology: The Cell and Molecular Biology of Catalytic Proteins (Third изд.). USA: Oxford University Press. ISBN 019850229X.
- Eric J. Toone (2006). Advances in Enzymology and Related Areas of Molecular Biology, Protein Evolution (Volume 75 изд.). Wiley-Interscience. ISBN 0471205036.
- Branden C; Tooze J. Introduction to Protein Structure. New York, NY: Garland Publishing. ISBN 0-8153-2305-0.
- Irwin H. Segel. Enzyme Kinetics: Behavior and Analysis of Rapid Equilibrium and Steady-State Enzyme Systems (Book 44 изд.). Wiley Classics Library. ISBN 0471303097.

## Spoljašnje veze
- Protein+O-GlcNAc+transferase на 